# Candijati
Candijati is een bestuurslaag in het regentschap Jember van de provincie Oost-Java, Indonesië. Candijati telt 4890 inwoners (volkstelling 2010).